# Felipinho
Felipe Barreto da Silva, hay Felipinho, là một cầu thủ bóng đá người Brasil thi đấu cho Al-Muharraq SC.